# Anders Fredrik Dalin
Anders Fredrik Dalin (A.F. Dalin), född 16 mars 1806 i Åängen i Näshulta församling i Södermanlands län, död 18 juli 1873 i Stockholm, var en svensk språkforskare, ordboksförfattare, översättare och lexikograf. 

## Biografi
Dalin, som var son till bruksinspektoren Anders Dalin och Birgitta Maria Baumgardt, gick i karolinska trivialskolan i Örebro 1813–1819 och i Strängnäs gymnasium 1819–1824. Han var student vid Uppsala universitet 1824–1828. Han disputerade den 21 maj 1825 på avhandlingen Propheta Hoseas in vernaculam metrice versus för Nils Casström och avlade jur.-fil.-examen den 4 juni 1828.
Dalin var bosatt i Stockholm från 1832 och var där verksam som litteratör, lexikograf och språkforskare, anställd vid Lars Johan Hiertas tryckeri- och förlagsrörelse, samt biträde vid Svenska akademiens ordboksarbete mellan 1852 och 1867.
Anders Fredrik Dalin är begravd på Norra begravningsplatsen utanför Stockholm.

## Verk

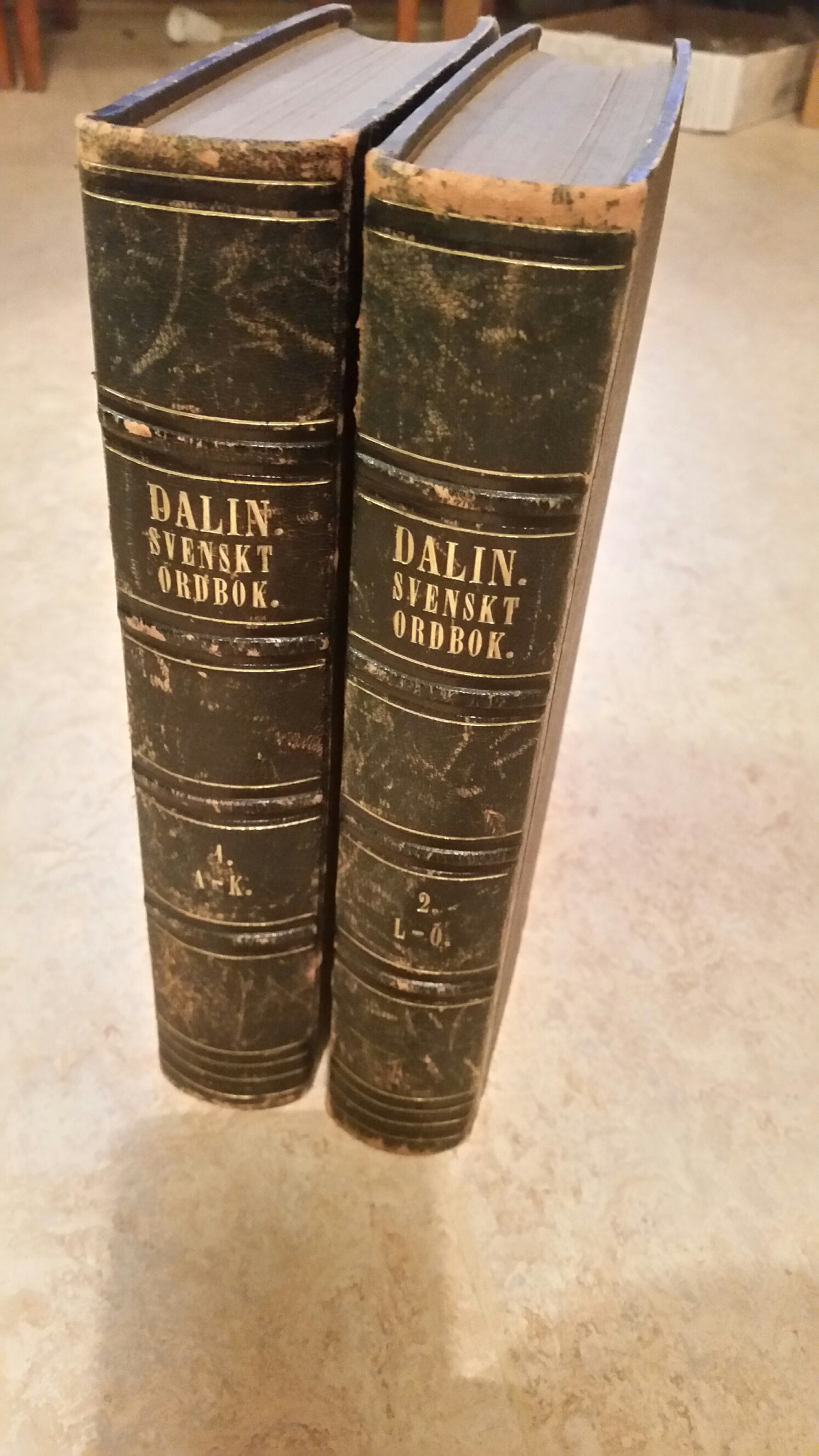
"Ordbok öfver svenska språket" av Anders Fredrik Dalin

Dalin är mest känd som ordboksförfattare och utarbetade Franskt och svenskt handlexikon (1841), Nytt fransyskt och svenskt lexikon (1842–1843), Nytt svenskt och fransyskt handlexikon (1845)  och Ordbok öfver svenska språket (1850–1853).
Ordbok öfver svenska språket var ännu år 1926 svenska litteraturens enda färdiga utförligare arbete av detta slag från "senare tid".
Vidare skrev Dalin Öfverblick af svenska språkets ordfamilier och frändskapsförhållanden (1868), Svensk handordbok (1868), Dansk-norsk och svensk ordbok (1869), Svenska språkets synonymer (1870)  samt Fransk-svensk ordbok (1872).
För Svenska Akademiens räkning utarbetade han 1852–1867 ett förberedande utkast till en svensk ordbok, en så kallad ordboksstomme.
Dalin var en av Sveriges skickligaste lexikografer. Särskilt hans svenska ordbok (Ordbok öfver svenska språket) utmärker sig för sin rikedom på uppgifter och i det hela lyckade förklaringar. Den är en av de förnämsta källorna för kännedomen om svenska språket under första hälften av 1800-talet.
Svenska språkets synonymer har utkommit i flera upplagor, utgivna av olika förlag: 1) 1870, 2) 1895, 4) 1941, 5) 1945, 6) 1955, 7) 1971. År 1978 utgavs andra tryckningen av 7:e upplagan.
Dalin var också under 1830- och 1840-talet en flitig skribent och översättare åt Lars Johan Hierta. I Hiertas skönlitterära serie Läsebibliothek översatte Dalin minst 34 titlar, främst av engelskspråkiga författare.